# Никос Зервас
Ни́кос Зе́рвас (греч. Νίκος Ζέρβας) — псевдоним автора трёх романов для подростков: «Дети против волшебников» (2005), «Кадеты Точка Ру» (2007) и «Греческий Огонь» (2008). Все три романа выпущены издательством «Лубянская площадь» в серии «Наука побеждать».
Настоящие имя и национальность Зерваса неизвестны. Биографическая легенда и творческое кредо автора опубликованы на страницах газеты «Труд».

## Данные об авторе
Согласно утверждениям издательства «Лубянская площадь», выпускающего книги писателя, Зервас — грек, живший в России и женатый на русской женщине (имя Никос и фамилия Зервас действительно широко распространены в Греции), а потому хорошо знающий русский язык и реалии российской жизни. Утверждалось, что писатель живёт на греческом острове Андрос (по другим данным, на острове Хиос). В интервью газете «Труд», опубликованном в январе 2006 года, про него было написано следующее:

Я запомнила его хрупким юношей с горячими чёрными глазами. В конце восьмидесятых, мы, диссидентствующие студенты филфака, часто собирались в Архангельском, на даче у одной из моих школьных подруг. На одном из таких вечеров и появился Никос — студент из сладостно-таинственной Греции, который, начитавшись «Братьев Карамазовых», приехал доучиваться в Москву. Получив диплом, Никос женился на скрипачке Светке Олениной и совсем уж неожиданно для всех махнул на Урал, где с преогромным трудом устроился учителем русской литературы в сельскую школу, кажется, где-то под Орском. Однако годика через два Никос решил не искушать судьбу и вместе со Светкой и двумя карапузами вернулся в Грецию, где отец — капиталист простил блудного сына и отошёл в мир иной, оставив после себя неплохое наследство, позволившее Зервасу посвятить себя литературным трудам. 
Официально его книги являются полным или частичным переводом с греческого языка, хотя имена переводчиков нигде не указаны. В то же время греческие издания этого автора не обнаружены, а в ходе журналистского расследования журнала «Коммерсантъ-Власть» Национальный книжный центр Греции и организация OSDEL при Министерстве культуры Греции, ведающая сборами авторского вознаграждения для греческих писателей, заявили о том, что такой автор им не известен.
В 2006 году вслед за книгой «Дети против волшебников», вышло два интервью с автором в газетах «Аргументы и факты» и «Труд». Редакция «Аргументов и фактов» отказалась давать какую-либо информацию о данной публикации, а в «Труде» сообщили, что «интервью пришло от рекламной службы» и «нам его прислали по почте, ни автора статьи, ни героя мы не видели». Андрей Кураев на своём форуме написал: «В редакцию Труда это интервью „Зерваса“ пришло сверху — от их хозяев, братьев <Алексея и Дмитрия> Ананьевых (Промсвязьбанк). Они же финансировали издание и рекламу книжки».
22 октября 2015 года на встрече любителей православной книги в Сарове некая не представлявшаяся по имени женщина сказала, что «Никос Зервас означает „Победа Бога“. Книга написана для взрослых. В ней многое зашифровано. Я знала автора лично. Это был священник и очень хороший человек. Больше я вам ничего сказать не могу».

## Книги
В 2005 году вышла первая книга «Дети против волшебников», которая предсталяла собой своеобразный ответ на широко распространившуюся «поттероманию», повествует о том, как подростки, кадеты суворовского училища, победили всемирную Лигу магов и колдунов. Гарри Поттер представлен там как один из главных отрицательных персонажей. По утверждению Зерваса, его произведения написаны с целью побороть нарастающее негативное влияние Запада на Россию, в том числе и фанатизм, связанный с книгами Джоан Роулинг: «Гарри Поттер — это, слава Богу, не живой мальчик с бессмертной душой, а мёртвый, бездушный коммерческий бренд — идол, к которому я, естественно, отношусь крайне отрицательно. Поскольку с помощью этого бренда моим и вашим детям прививается любовь к колдовству, и через 10—15 лет, одурманенные ложью, ушедшие от Бога дети сформируют поколение новых богоборцев — наследников смуглявых пропылённых комиссаров». Книга вызвала общественный резонанс и активно обсуждалась.
Вторая книга серии «Кадеты Точка Ру» (2007) рассказывает о событиях в Москве во время теракта, организованного под прикрытием праздника Хэллоуин в одной из московских средних школ. Среди заложников случайно оказывается кадет Пётр Тихогромов. Террористы, переодетые в костюмы традиционных персонажей этого праздника, захватывают детей в заложники и выдвигают представителям государственной власти ряд политических условий. Пока готовится штурм школы, на место события прибывает молодой талантливый волшебник Лео Рябиновский, которому на удивление легко удаётся договориться с террористами. Вскоре выясняется, что весь этот теракт был затеян Всемирной лигой колдунов лишь для того, чтобы создать у российской молодёжи культ выдающегося волшебника Лео. Штурм захваченной школы внезапно отменяется. Рябиновский предлагает террористам в обмен на свою персону выпустить всех заложников на свободу. Все рукоплещут Лео. Но этому плану неожиданно препятствует подполковник ВС РФ Виктор Петрович Телегин, проникший в захваченную школу в костюме ведьмы. Дальнейший сюжет второй книги развивается как противостояние влиятельной московской группы лиц, очерняющих российскую историю, и кружка любителей выжигания имени Александра Васильевича Суворова, куда входят кадеты Иван Царицын и Пётр Тихогромов. Особенно дерзко и активно действует Иван Царицын. Очернители пытаются погубить или перевербовать юного патриота, но им мешает так называемая «русская защита» — благодать православной церкви. Чтобы разрушить «русскую защиту», калифорнийский маг господин Бха Цха советует выращивать в душе Ивана Царицына «маленького дракона», питая его гордость и тщеславие. Третья часть серии — «Греческий огонь» (2007) продолжает тематику второго романа.
Как отметил Роман Силантьев, «продолжения „Детей против волшебников“, повествующие о борьбе с антирусскими политтехнологами и их пособниками в современной Москве, получились откровенно скучными и по сравнению с первой частью трилогии не вызвали и десятой доли былого резонанса».

## Мнения
Критики отмечали, что автор очень хорошо знаком с советскими и российскими реалиями. Анна Качуровская («Коммерсантъ-Власть») также заметила: «Откуда греческому писателю так хорошо известны советские песни и фильмы, откуда он знает, что Московское суворовское училище действительно находится рядом с Ярославским шоссе? Мало того, он читал журнал „Молоток“! И в российском аппаратном православии силён на редкость. Например, отрицательный персонаж профессор теологии Осип Куроедов, который „жутко интересно“ рассказывал про тяжёлый рок, про христианский смысл книги „Мастер и Маргарита“, а также фильма „Чёрная кровь гориллы-убийцы“, явно совмещает в себе черты дьякона Андрея Кураева, написавшего книгу о „Мастере и Маргарите“, и профессора Московской духовной академии Алексея Осипова, неоднократно рассуждавшего от имени РПЦ о молодёжной культуре».
Протоиерей Игорь Прекуп отмечал, что «все имена персонажей в произведении „греческого“ автора рассчитаны на ассоциации именно российского читателя (как, например, имя коброобразной Мак-Нагайны должно пробуждать в ребёнке соответствующие ассоциации с мультфильмом о бесстрашном мангусте)».
Как отмечалось в газете «Церковный вестник»:

поистине загадочен грек Никос Зервас, умиляющий сердце русского человека не только обилием цитат из самых разных произведений как русской, так и советской литературы, но и искренней любовью к нашему племени, вплоть до забвения собственного эллинского достоинства. А это, надо сказать, явление исключительно редкое для греков, вполне справедливо считающих свою родину колыбелью цивилизации и склонных скорее к покровительственному тону по отношению к другим национальностям: мол, когда ваши предки ещё по деревьям лазали, наши уже метафизикой занимались <…> Интересно также, как выглядела в греческом оригинале, например, такая игра слов, как «наука дребезжать», являющаяся пародией на известную суворовскую «науку побеждать» (ведь только в русском языке она представляет собой именно игру слов), или обыгрывание слов «фуфло — суфле», или название пива «Титьков», или словосочетание «горящий „бардак“», использованное по отношению к БРДМ — боевой разведывательной десантной машине. В равной степени трудно представить те греческие выражения, которые были переведены следующим образом: «дед Пихто», «ядрёна-матрёна», «ядрить-колотить», «тёрки тереть», «лыжи двигать» или: «Да пошла ты в баню, мараться ещё об тебя, падаль» (стр. 315), «Ну, блин, Русь-мать посконную, лапотную» (стр. 308) и пр., а также того безымянного переводчика, который так лихо переводил греческие реалии на русский язык
Валерия Ефанова (pravaya.ru), анализируя первые два романа Зерваса, писала: «Если бы я попыталась выстроить свою теорию о том, кто же такой Никос Зервас, то с большей степенью вероятности склонилась бы к мысли, что солидную часть своей жизни этот человек проработал учителем литературы в общеобразовательной школе, пытался организовать патриотический кружок для молодёжи, не раз обращался к работам профессора Михаила Дунаева, имеет среди предков офицеров царской армии. Ах, да, ещё не любит толкинистов».
Консультант Управления внутренней политики Администрации Президента РФ Олег Матвейчев предположил, что история с несуществующим писателем была придумана специально, чтобы усилить интерес к книге: «Сколько критиков с удовольствием потирало руки, когда обнаружилось, что до появления книги такого издательства не существовало, а Никос Зервас — не известный писатель, а псевдоним бездарного графомана! Критики не понимали, что и псевдоним, и издательство — специально заложенные „мины“, которые в нужный момент сдетонировали, вызвав многочисленные бесплатные публикации о романе в самых рейтинговых СМИ. Результат — рост продаж».
Высказывались предположения, что за данным псевдонимом скрывается либо протоиерей Александр Шаргунов, либо коллектив нанятых писателей, либо соавторство Шаргунова и данного коллектива.